# Acanthodactylus felicis
Acanthodactylus felicis este o specie de șopârle din genul Acanthodactylus, familia Lacertidae, ordinul Squamata, descrisă de Arnold 1980. A fost clasificată de IUCN ca specie vulnerabilă. Conform Catalogue of Life specia Acanthodactylus felicis nu are subspecii cunoscute.